# 日本における選挙運動
日本における選挙運動（にほんにおけるせんきょうんどう）とは、日本の公職選挙法上、特定の選挙につき特定の候補者または特定の立候補者予定者の当選を目的として、投票を得又は得させるために直接または間接に必要かつ有利な行為をすることと一般に解されている。
一般的な意味では選挙運動における活動は政治活動に含まれるが、日本の公職選挙法では選挙運動と政治活動を理論的に区別して異なる規定を置いているため、公職選挙法上の政治活動は「広義の政治活動の中から、選挙運動にわたる行為を除いた一切の行為」をいう。公職選挙法では選挙運動と政治活動を区別しているため、政治活動に選挙運動の意味を含む条文には個別に明記されている（公職選挙法28条の2）。
日本の選挙では、選挙ごとに選挙運動期間が決められていて事前運動は禁止されており、選挙運動は選挙運動期間内（選挙の公示日又は告示日に候補者が立候補の届出をした時から投票日の前日までの間）にのみ行うことができる（公職選挙法129条）。

## 公職選挙法上の選挙運動の概念

### 選挙運動と政治活動の区別
公職選挙法上の「選挙運動」の概念について、総務省は「特定の選挙について、特定の候補者の当選を目的として、投票を得又は得させるために直接又は間接に必要かつ有利な行為」であると解している。これは、大審院の1928年(昭和3年)1月24日判決、1929年(昭和4年)9月20日判決、最高裁1963年(昭和38年)10月22日決定を根拠とするものである。
一般に『選挙運動』とは、「公職選挙法上、後援会活動等の『政治活動』も含まれる為に、一概に定義することは困難である。また選挙運動には、『選挙活動』との部分が含まれ、実際の選挙活動期間（投票日の1ヶ月前から）を呼称する」との観点から、「（一）次期、または、それ以後の選挙に立候補する為の間と、（ニ）実際に立候補者と成った時の活動」に区分される。
日本の公職選挙法では選挙運動は選挙運動期間内にのみ行うことができるとされている。
公職選挙法上の「選挙運動」は特定の選挙に向けた活動であることを要件とする。政党等がその主義政策を宣伝することは、結果的に所属候補者の当選を図るものになるとしても、特定の選挙について特定の候補者の当選を目的とするものでない限り、「選挙運動」には該当しないとされている。また、公職選挙法上の「選挙運動」は特定の候補者を当選させるためのものであることが要件とされ、特定の候補者への投票の働きかけに限らず、他の候補者に投票しないよう働きかけることも特定の候補者の当選を目的としていれば「選挙運動」に当たる。

### 選挙運動期間
選挙運動は、公示日（告示日）に立候補届が受理された時から選挙が行われる日の前日まですることができる。期間は最低限度の日数で、これより長い期日を設定することもできる。街頭演説や車上の連呼行為については選挙運動期間の午前8時から午後8時までに限られる。なお、投票日当日は選挙運動を行うことができない。
1. 参議院選挙及び知事選挙が17日間。
2. 政令指定都市の市長選挙が14日間。
3. 衆議院選挙が12日間。
4. 都道府県議会選挙及び政令指定都市議会選挙が9日間。
5. 政令指定都市以外の市議会選挙及び市長選挙、特別区議会議員選挙及び特別区長選挙が7日間。
6. 町村議会選挙及び町村長選挙が5日間。

補欠選挙の選挙運動期間も上記の期間と同じ。
ポスター・看板の作成や選挙事務所の借り入れ交渉など選挙運動を行う準備行為は「選挙運動」には当たらない立候補の準備行為とされており立候補届出以前に行うことができる。

## 選挙事務所の設置及び届出
公職の候補者等が設置する選挙事務所の数には制限がある（公職選挙法130条1項）。
- 衆議院（小選挙区選出）議員の選挙における選挙事務所
  - 候補者又はその推薦届出者が設置するもの - その候補者1人につき1箇所
  - 候補者届出政党が設置するもの - その候補者届出政党が届け出た候補者に係る選挙区ごとに1箇所
  - ただし、政令で定めるところにより、交通困難等の状況のある区域においては3箇所
- 衆議院（比例代表選出）議員の選挙における衆議院名簿届出政党等の選挙事務所
  - その衆議院名簿届出政党等が届け出た衆議院名簿に係る選挙区の区域内の都道府県ごとに1箇所
- 参議院（比例代表選出）議員の選挙における選挙事務所
  - 参議院名簿届出政党等が設置するもの - 都道府県ごとに1箇所
  - 公職の候補者たる参議院名簿登載者が設置するもの - その参議院名簿登載者1人につき1箇所
  - ただし、参議院比例代表選挙の特定枠の候補者は選挙事務所を設置できない[4]。
- 参議院（選挙区選出）議員又は都道府県知事の選挙における選挙事務所
  - その公職の候補者1人につき1箇所（参議院合同選挙区選挙における選挙事務所は2箇所）
  - ただし、政令で定めるところにより、交通困難等の状況のある区域においては5箇所（参議院合同選挙区選挙における選挙事務所にあっては10箇所）
- 地方公共団体の議会の議員又は市町村長の選挙における選挙事務所 - その公職の候補者1人につき1箇所

選挙事務所は1日に1回しか移転又は廃止に伴う設置をすることはできない（公職選挙法130条2項）。
衆議院・参議院・都道府県知事選挙では、選挙管理委員会（衆議院比例代表選出議員又は参議院比例代表選出議員の選挙については中央選挙管理会、参議院合同選挙区選挙については当該選挙に関する事務を管理する参議院合同選挙区選挙管理委員会）が交付した標札を掲示しなければならない（公職選挙法130条3項）。
なお、休憩所や連絡所のような設備を設置することは禁止されている（公職選挙法133条）。

## 選挙運動を行うことができない者

### 選挙運動が禁止される者
1. 選挙事務の関係者
投票管理者、開票管理者、選挙長
2. 特定公務員
選挙管理委員会の委員と職員、裁判官、検察官、会計検査官、公安委員会の委員、警察官、収税官吏及び徴税の吏員
なお、特定公務員に限らず一般職公務員及び一定の特別職（自衛隊員及び自衛官、外務職員、裁判所職員、国会職員等）が選挙運動を含めた政治的行為を行うことについては、その地位利用の有無に関わらず、国家公務員法および地方公務員法などにより一定の制限が加えられている。
3. 18歳未満の者（労務に従事することは禁止されていない。）
4. 選挙違反又は政治資金規正法違反犯したため、選挙権及び被選挙権を持たない人

### 地位を利用した選挙運動が禁止される者
1. 国家公務員、地方公務員又は特定独立行政法人若しくは特定地方独立行政法人の役職員（例として首長）
2. 沖縄振興開発金融公庫の役職員
3. 学校長及び教員（専修学校、各種学校は含まれない。）
4. 不在者投票管理者

## 禁止されている選挙運動
- 休憩所の設置
- 戸別訪問

街頭演説の場でなくても、街頭でたまたま出会った人に投票を呼び掛けることは個々面接として自由に行うことができる。
- 署名運動

通常の政治活動における署名運動まで禁止するものではない。
- 人気投票の公表

- 飲食物の提供

湯茶及びこれに伴い通常用いられる菓子の提供は可能。
その他、公職の候補者の選挙運動に従事する者または使用する労務者に対して、選挙事務所において（携行させることも可）一定の弁当料・人数の範囲内で弁当を提供することはできる。
- 気勢を張る行為
- 買収

選管に届け出た車上運動員などへの法律規定金額の報酬を支払うことを除き、選挙人に金銭等を配る行為のみならず、法律で別に定めが無い行為について、選挙運動をするよう対価をもって依頼する行為も買収となる。

## 選挙運動用自動車、船舶及び拡声器の使用
衆議院比例代表選挙以外の選挙の候補者は、選挙管理委員会が交付する表示を付けた選挙運動用自動車又は船舶、拡声機を使用することができる（公職選挙法141条1項）。候補者の使用する選挙運動用自動車の車種は普通自動車やライトバンなどに限られる（町村の長・議員の選挙では小型貨物自動車も使用できる）。候補者の使用する選挙運動用自動車に乗車できる者は、候補者と運転手を除き4人以内で、選挙管理委員会が交付する腕章の着用義務がある。なお、参議院比例代表選挙における特定枠の候補者は選挙運動用自動車又は船舶、拡声機を使用することができない（公職選挙法141条1項）。
また、衆議院議員選挙では、候補者届出政党・衆議院名簿届出政党等も、都道府県選挙管理委員会や中央選挙管理会から表示の交付を受ければ自動車等を使用できる。候補者の選挙運動用自動車とは異なり候補者届出政党・衆議院名簿届出政党等の使用する選挙運動用自動車には車種制限等はない。
公職選挙法では選挙運動用自動車から降車して選挙活動を行うことを禁じていないため、候補者自らが街頭を歩きながら個々の有権者に支持を訴える「桃太郎」と呼ばれる手法がある。
選挙運動用自動車に乗車して連呼行為を行う女性運動員は「ウグイス嬢」と呼ぶ。

### 公職の候補者が行う選挙運動
- 衆議院(小選挙区）、参議院(選挙区）、地方選挙については両者を通じて自動車1台又は船舶1隻及び拡声器1そろい
- 参議院(比例区)については2台又は2隻(両者を通じて使用する場合は2)及び拡声器2そろい
- 乗車員4人以内
- 自動車の制限等あり
- 拡声器は個人演説会会場で別に1そろいを使用することが可能

### 政党等が行う選挙運動
- 衆議院(小選挙区）については、都道府県ごとに自動車1台又は船舶1隻及び拡声器1そろい（その都道府県における候補者の数が13人~22人は2セット、23人以上は3セット）
- 衆議院(比例区）については、自動車1台又は船舶1隻及び拡声器1そろい(候補者の数が15人~24人だと2セット、25人~34人だと3セット、35人~44人だと4セット、45人~54人は5セット･･･）
- 政党演説会又は政党等演説会で別に1そろいを使用することは可能

### 確認団体が行う政策の普及宣伝及び演説の告知のため自動車、拡声器の使用制限
- 参議院選挙について、自動車について政党その他の政治団体の本部及び支部を通じて6台以内、所属候補者（参議院名簿登載者を含む。以下この条において同じ。）の数が10人を超える場合は、その超える数が5人を増すことに1台を6台に加えた台数以内。再選挙、補欠選挙においては1台。
- 都道府県又は指定都市の議会の議員の選挙については、自動車の使用については、政党その他の政治団体の本部及び支部を通じて1台、所属候補者の数が3人を超える場合には、その超える数が5人を増すごとに1台を1台に加えた台数以内
- 都道府県知事又は市長の選挙については、自動車の使用については、政党その他の政治団体の本部及び支部を通じて1台
- 拡声器についての使用は、政談演説会会場、街頭政談演説（政談演説を含む。）の場所及び使用する自動車の車上

## 文書図画の頒布・掲示
選挙運動のために法律で定められた文書図画以外のものを頒布・掲示することは禁止されている。

### ビラの頒布
国政選挙と地方選挙で頒布することが可能である。なお、2007年3月22日施行の公職選挙法一部改正法では、地方の首長選挙でもビラ頒布が解禁され、2019年3月1日以降告示される都道府県議会議員選挙及び市議会議員選挙においてビラ頒布が解禁された。町村議会議員選挙は2020年12月12日より解禁された。
- 個人の選挙運動 2種類以内 衆議院（小選挙区）7万枚、参議院（比例区)25万枚、参議院(選挙区)・都道府県知事 10万枚に（衆議院小選挙区の数-1）×1万5千枚を加えた数（上限30万枚）、都道府県議会議員1万6千枚、政令指定都市市長 7万枚、政令指定都市議会議員8千枚、それ以外の市長1万6千枚、それ以外の市議会議員4千枚、町村長5千枚、町村議会議員1千6百枚
- 政党等の選挙運動 2種類以内 衆議院（小選挙区）選挙区ごとに4万枚、衆議院（比例区）無制限
- 頒布方法 衆議院（比例区）を除いて新聞折込その他選挙事務所・演説会・街頭演説の場においてのみ頒布できる（郵送やいわゆるポスティングは禁止)
- 供託金を没収されない候補者に対して無料でビラの作成が可能（地方は条例で無料化が可能）
- 確認団体の行うビラの頒布
  - 選挙区で立候補している特定の候補者の氏名を類推させる事項を記載できない
  - 参議院選挙においては、3種類以内 無制限
  - 都道府県又は指定都市の議会の議員の選挙においては、2種類以内 無制限
  - 都道府県知事の選挙及び市長の選挙にあっては2種類以内 無制限

### マニフェストの頒布
国政選挙（総選挙及び通常選挙に限る。）において政党等の本部が直接発行するパンフレット又は書籍で国政に関する重要施策およびこれを実現するための基本的方策等を記載したものまたはその要旨等を記載したものでそれぞれ1種類を、選挙事務所・演説会・街頭演説の場において頒布できることとされている。

### 郵便葉書の頒布
- 個人の選挙運動 衆議院（小選挙区）3万5千枚、参議院（比例区）15万枚、参議院（選挙区）・都道府県知事 3万5千枚に（衆議院小選挙区の数-1）×2,500枚を加えた数、都道府県議会議員8千枚、政令指定都市市長3万5千枚、政令指定都市市議4千枚、指定都市以外の市長8千枚、指定都市以外の議員2千枚、町村長2,500枚、町村議800枚 郵送料が無料
- 政党の選挙運動 衆議院（小選挙区）都道府県ごとに2万枚に候補者の数を乗じて得た額 有償

### ポスターの掲示
- 衆議院（小選挙区）、参議院（選挙区）、地方選挙 原則として公営掲示場にのみ掲示することができる。公営掲示場を設置しない選挙については別途制限あり。ただし、衆議院（小選挙区）については、政党が選挙区ごとにさらに1,000枚掲示することができる。
- 参議院（比例区） 1人当たり7万枚（個人のみ掲示できる）
- 衆議院（比例区） 500枚に候補者の数を乗じた数（政党等のみ掲示できる） 3種類以内
  - 公営掲示場に掲示する候補者のポスターには当該ポスターを使用する公職の候補者の氏名を、選挙人に見やすいように記載しなければならない。

- 確認団体の行うポスターの掲示
  - 選挙区で立候補している特定の候補者の氏名を類推させる事項を記載できない
  - 参議院選挙において、7万枚以内、所属候補者の数が10人を超える場合には、その超える数が5人を増すごとに5000枚を7万枚に加えた枚数以内。参議院（選挙区選出）議員の再選挙又は補欠選挙については、ポスターの枚数は、所属候補者の数にかかわらず、衆議院（小選挙区選出）議員の1選挙区ごとに500枚以内。
  - 都道府県又は指定都市の議会の議員の選挙においては、選挙区ごとに100枚以内、当該選挙区の所属候補者の数が1人を超える場合にあつては、その超える数が1人を増すごとに50枚を100枚に加えた枚数以内
  - 都道府県知事の選挙にあつては衆議院（小選挙区選出）議員の1選挙区ごとに500枚以内、市長の選挙にあつては当該選挙の行われる区域につき1000枚以内

### ウェブサイト等を利用する方法による文書図画の頒布
ウェブサイトやソーシャル・ネットワーキング・サービス等によるインターネットの利用、赤外線通信、イントラネットなど放送を除く電気通信を利用した方法により受信する者が使用する通信端末装置（入出力装置を含む。）の映像面に表示させる方法（以下、「ウェブサイト等を利用する方法」という。）により文書図画の頒布については、自由に行うことができる。その際、頒布する者の電子メールアドレス等のインターネット等を利用する方法によりその者に連絡をする際に必要となる情報を表示しなければならない。ただし、電子メールを利用する方法による選挙運動については次項による制限がある。
なお、選挙運動の前日までウェブサイト等を利用する方法により頒布されたものは、選挙当日においてもその者の受信が使用する通信端末装置の映像面に表示させることができる。
政党や確認団体に限り、政治活動として有料で選挙運動期間中選挙運動用ウェブサイト等を表示させる機能を有した広告を掲出することができる。その際、当該広告に公職の候補者を類推させる事項については掲載できない。

### 電子メールを利用する方法による文書図画の頒布
公職の候補者（衆議院比例代表選挙を除く。）、衆議院小選挙区選挙による候補者届出政党、比例代表選挙における名簿届出政党等、各種選挙における確認団体に限り電子メールを使用する方法を利用した選挙運動が可能である。ここでいう「電子メール」は特定電子メールの送信の適正化等に関する法律2条1号で定める電子メールをいい、インターネットで通常用いられるSMTP方式を用いた電子メールや携帯電話会社が提供する携帯電話番号を用いたショートメッセージサービスの利用を指す。
ただし、受信先についてはあらかじめ選挙運動用電子メールの送信に同意した者の電子メールアドレスや日常送信される政治活動用電子メールを受信しているもので選挙運動用電子メールの送信を受け受信を拒絶しなかった者の電子メールアドレスに限定される。

### その他文書図画の掲示
- 1．選挙事務所を表示するために、その場所において使用するポスター、立札、ちようちん及び看板の類
- 2．選挙運動のために使用される自動車又は船舶に取り付けて使用するポスター、立札、ちようちん及び看板の類
- 3．公職の候補者が使用するたすき、胸章及び腕章の類
- 4．演説会場においてその演説会の開催中使用するポスター、立札、ちようちん及び看板の類
- 5．屋内の演説会場内においてその演説会の開催中掲示する映写等の類

- 衆議院小選挙区候補者、参議院（選挙区）候補者、都道府県知事候補者、候補者届出政党、衆議院名簿届出政党等は、個人演説会、政党演説会、政党等演説会の会場前の公衆の見やすいところに選管の表示のある立札及び看板の類を掲示しなければならない。
- 衆議院小選挙区候補者、参議院（選挙区）候補者、都道府県知事候補者、候補者届出政党、衆議院名簿届出政党等は、演説会用の立札及び看板の類を演説会会場外の選挙区内の任意の場所（候補者届出政党については届出をした選挙区の区域内、衆議院名簿届出政党等については届出をしたブロックの区域内に限る。）で選挙運動のために掲示することができる。

### 確認団体の行うその他の文書図画の掲示
次に掲げる場合の立札及び看板の掲示
- イ その開催する政談演説会の告知のために使用するもの（一の政談演説会ごとに、立札及び看板の類を通じて5以内）及びその会場内で使用するもの
- ロ 宣伝告知等のために使用する自動車に取り付けて使用するもの

### その他の規制
- 解散電報の禁止
- 公職の候補者等の政治活動のために使用される公職の候補者等の氏名又はこれを類推されるような事項を表示する文書図画あるいは後援団体の政治活動のために使用される文書図画でその後援団体の名称を表示する以下の文書以外の文書図画に対する規制（個人及び後援団体に対する規制）
  - 裏打ちのないポスター（選挙直前の一定期間（任期満了6月前など）を除く）
  - 後援団体の事務所を表示する立札看板の類の規制
  - 政治活動のための演説会等の会場において使用する文書図画
  - 確認団体が使用する文書図画
- 政党等の政治活動用ポスターについては選挙運動期間前に掲示するものについては規制は無いが、選挙運動期間中は候補者の氏名等が類推されるような事項が記載されたものは撤去しなければならない
- ただ、政党の政治活動用ポスターであっても、候補者の氏名を大書したもの等は個人の政治活動用ポスターとみなされることになる、従って、選挙直前の一定期間においては、候補者とその候補者が所属する政党の党首等と連名で政党の演説会の告知を目的としたポスターが多く貼られることになっている。
- 選挙運動期間中、何人も、文書規制を免れる行為として、公職の候補者の氏名等又は公職の候補者を推薦する等の者の名を表示する文書図画の頒布掲示をしてはならない。
- 答礼のための自筆のものを除いた年賀状等のあいさつ状の禁止（婚礼のための祝電や弔電は禁止されていない）

## 街頭演説

### 候補者個人の街頭演説
候補者は午前8時から午後8時までの間に限り、その場所にとどまり、選挙管理委員会から交付された標旗を掲げて行うことができる（標旗は候補者1人当たり1旗交付。衆議院（比例区）においては各政党等に1政党につきそのブロックの定数と同数の数の旗を、参議院(比例区)においては候補者に対し候補者1人当たり6旗交付する）。運動員は、乗車できる運動員4人を含めて15人以内で、選挙管理委員会が交付する腕章を着用する必要がある。
なお、参議院比例代表選挙の特定枠の候補者は候補者個人の選挙運動として街頭演説を行うことができない。

### 政党等の行う街頭演説
衆議院小選挙区選挙の候補者届出政党、衆議院比例代表選挙の衆議院名簿届出政党等は午前8時から午後8時までの間に限り、停止した選挙運動用自動車の車上またはその周囲で街頭演説をすることができる。場所は候補者個人の街頭演説と同様の制限があるが、選挙運動員の人数制限はなく、標旗や腕章も不要とされている。

### 確認団体の行う街頭政談演説
確認団体の使用する自動車の車上およびその周囲で午前8時から午後8時までの間行うことができる。

## 電話による選挙運動
選挙運動期間中、だれでも自由に電話（音声のみ）を利用して行うことができる。ただし、対価を支払って電話による選挙運動をさせた場合は買収罪の適用がある。また、ファクシミリを利用した選挙運動は法定外文書による選挙運動になるので禁止されている。

## 公営による選挙運動等
一定の種類の選挙運動については公営とされており、選挙管理委員会が実施したり経費を負担したりするものがある。ただし、選挙の種類によっては公営で行われないものもある。

### 選挙公報
選挙公報の発行は衆議院選挙（小選挙区選出議員の公職候補者、比例代表選出議員）、参議院選挙（選挙区選出議員、比例代表選出議員の名簿登載者）、都道府県知事選挙では公営（無料）で実施される。ただし、一部選挙無効の再選挙においては発行しない。
- 個人 衆議院(小選挙区)、参議院(選挙区)、都道府県知事について義務制、その他の地方選挙については任意制
- 政党等 衆議院(比例区)、参議院(比例区)

### 演説会

#### 演説会の開催
演説会は一定の選挙について公営施設を無償で使用できる（ただし衆議院選挙の比例代表選出議員など有料とされているものもある）。
- 候補者個人（衆議院（比例区）単独候補者、参議院（比例区）特定枠候補者は除く。）は個人演説会を開催することができる。
- 衆議院小選挙区選出議員選挙においては、候補者届出政党は候補者を届け出た都道府県内で政党演説会を開催することができる。
- 衆議院比例代表選出議員選挙においては、衆議院名簿届出政党等は名簿を届け出たブロック内で政党等演説会を開催することができる。
- 衆議院（小選挙区）候補者、参議院（選挙区）候補者、都道府県知事候補者における個人演説会にあっては、同時に5箇所（参議院合同選挙区については１０箇所）、衆議院(比例区）にあっては政党等演説会にあって同時に8箇所、衆議院(小選挙区）における政党演説会にあっては、候補者の数に2を乗じて得た数以上の箇所で開催することはできない。
- 個人演説会にあっては、候補者1人につき公営施設ごとに1回に限り無償で会場を使用することができる。

#### 確認団体の行う政談演説会
- 参議院議員選挙にあっては、衆議院（小選挙区選出）議員の1選挙区ごとに1回
- 都道府県又は指定都市の議会の議員の選挙にあっては、所属候補者の数の4倍に当たる数
- 都道府県知事の選挙にあつては衆議院（小選挙区選出）議員の選挙区ごとに1回、市長の選挙にあつては当該選挙の行われる区域につき2回

#### 幕間演説
会社の朝礼など本来選挙運動を目的としていない集会や会合の場で、候補者等が選挙運動のために演説をして投票を呼び掛けることはできる。

### 新聞広告
新聞広告は衆議院選挙（小選挙区選出議員の公職候補者・候補者届出政党）、参議院選挙（選挙区選出議員）、都道府県知事選挙では選挙管理委員会から一定の経費負担がある。衆議院選挙の比例代表選出議員や参議院選挙の比例代表名簿届出政党等は法定得票数が一定以上の場合に選挙管理委員会から一定の経費負担がある。
- 衆議院(小選挙区) 候補者5回 政党も別途広告
- 衆議院(比例区) 政党等が候補者の数に応じて一定の範囲内で広告できる
- 参議院(比例区) 政党等が候補者の数に応じて一定の範囲内で広告できる
- その他の選挙 参議院選挙区5回、都道府県知事4回、その他の選挙2回

### 政見放送
政見放送は衆議院選挙（小選挙区選出議員の候補者届出政党、比例代表選出議員）、参議院選挙（選挙区選出議員、比例代表選出議員の名簿届出政党等）、都道府県知事選挙で公営で実施される。
テレビ及びラジオによりNHK又は民放が実施
- 衆議院(小選挙区) 届出政党が候補者の数に応じて実施 自主制作可
- 衆議院(比例区)、参議院(比例区) 政党等が候補者の数に応じて実施
- 参議院(選挙区）、都道府県知事 候補者が実施

### 経歴放送
経歴放送は衆議院選挙（小選挙区選出議員の公職候補者）、参議院選挙（選挙区選出議員）、都道府県知事選挙で公営で実施される。
テレビ及びラジオによりNHKが実施
- 衆議院（小選挙区） ラジオおおむね10回 テレビ1回
- 参議院(選挙区）、都道府県知事 ラジオおおむね5回、テレビ1回

## 選挙運動の態様
- 衆議院(小選挙区)における選挙運動において比例区の選挙運動もできる
- 衆議院(比例区)における候補者届出政党である政党の選挙運動においては、小選挙区における自党の候補者の選挙運動もできる
- 参議院(選挙区)における選挙運動において比例区の選挙運動もできる
- 確認団体の政談演説会、街頭政談演説、ビラ、ポスターが所属又は支援する候補者の選挙運動もできる(ただし、あくまで主は政治活動でなければならない)

## 選挙運動費用に対する規制
候補者個人が行う選挙運動については、選挙運動費用の上限額が規定されている。なお、政党等が行う選挙運動に関する選挙運動費用に対する別段の規制は無い。
さらに、日常の政治活動の費用に対する費用の規制は無い。
これらのことが何を意味するのかというと、法律で規制されているのは、個人が行う選挙運動期間中の選挙運動費用だけなのであるが、実際に選挙に出るための費用といわれるものはこうした費用に限られない。実際には選挙期間以外の選挙に出るためあるいは議員活動を行う上での、日常の政治活動として事務所費及び人件費等が相当程度必要とされているが、こうした費用への支出に関して特段の規制は無い。また、政党等が国政選挙運動期間中に｢政治活動」として行うテレビコマーシャルの費用や新聞広告についても上限無く行うことは可能である。
したがって、法定選挙運動費用に含まれる主な経費としては、選挙運動用のポスター・ビラ・葉書の作成・印刷費、選挙事務所費、新聞広告費、個人で行った電話による選挙運動の電話代、ウグイス嬢に対する報酬、選挙運動期間中の運動員に支給した弁当代などが含まれるが、実際には選挙運動期間中に限ってみても、所属政党や確認団体による選挙運動や政治活動の経費の占める割合は相当なものと思われるし、さらに選挙運動期間前の政治活動費(政治活動用ポスターの印刷費や政治活動用の事務諸費や私設秘書等の人件費等)も実際問題としてかかる訳でなかなか選挙に係る経費というものの実態はなかなか見えにくいものがある。

### 報酬の支払に対する規制
次に掲げる者に限り一定の基準によって報酬及び実費弁償をすることができる
- 選挙運動に従事する者のうち選挙運動のために使用する事務員、専ら選挙運動のために使用される自動車又は船舶の上における選挙運動のために使用する者及び専ら手話通訳のために使用する者
- 選挙運動のために使用する労務者

## 確認団体による政治活動
国政選挙、都道府県の選挙、市長選挙及び政令指定都市の市議の選挙においては、政党その他の政治団体は、その政治活動のうち、政談演説会及び街頭政談演説の開催、ポスターの掲示、立札及び看板の類の掲示並びにビラやそれに類する文書図画の頒布並びに宣伝告知のための自動車、船舶（衆議院選挙に限る）及び拡声機の使用については、選挙の期日の公示（告示）の日から選挙の当日までの間に限り、これをすることができない。
なお、立札及び看板の類については、政党その他の政治団体の本部又は支部の事務所において掲示するものを除く。禁止されている掲示又は頒布には、それぞれ、ポスター、立札若しくは看板の類又はビラで、政党その他の政治活動を行う団体のシンボル・マークを表示するものの掲示又は頒布を含む。宣伝告知には、政党その他の政治活動を行う団体の発行する新聞紙、雑誌、書籍及びパンフレットの普及宣伝を含む。
なお、新聞・雑誌への広告やテレビやラジオのコマーシャルの放映、インターネットのホームページや電子メールを利用した政治活動はいかなる政治団体においても選挙運動にわたらない限り行うことができる。
また、個人の政治活動については選挙運動期間中でも自由に行うことができる。
しかし、確認団体の行う政談演説会、街頭政談演説、ポスター及びビラにおいては選挙運動にわたる政治活動を行うことができる。ただし、ポスター及びビラにあっては氏名を類推させることを記載してはならない。
衆議院議員選挙における政党等による活動
衆議院議員選挙においては、小選挙区においては政党による選挙運動が認められているので、確認団体制度は設けられていない。
中選挙区制時代は「当該選挙において全国を通じて25人以上の所属候補者を有する政党その他の政治団体について一定の政治活動ができる」という規定だった。
参議院議員選挙における確認団体による政治活動
参議院名簿届出政党等であり又は当該選挙において全国を通じて10人以上の所属候補者を有する政党その他の政治団体について一定の政治活動ができる。再選挙又は補欠選挙では所属候補者1人以上。
都道府県及び政令指定都市の議員の選挙における確認団体による政治活動
選挙の行われる区域を通じて3人以上の所属候補者を有する政党その他の政治団体について一定の政治活動ができる。再選挙、補欠選挙及び増員選挙においては1人以上の所属候補者。
都道府県知事又は市長の選挙における政治活動
所属候補者または支援候補者を有する団体において一定の政治活動ができる。